# 魅影奇俠
魅影奇俠（英語：The Shadow）是由美國作家華特·B·吉布森，在二十世紀三十年代所創造的一個虚构人物，首先在1930年於廣播劇和1931年在通俗小說中登場，1931至1949年在同名杂志连载，後推出漫畫、電影、電視劇。
他是一个戴著闊邊帽身穿黑披風和臉紗的老派俠士，真實身分是肯特·阿拉德（Kent Allard），是一次大戰時的在法國戰場服役的軍人，學得一身本領，但在戰後他到了東南亞參加過販毒活動，但被高僧所感化和教導佛法和武術，在開悟並獲得種種神通。
回國後化名拉蒙特·克蘭斯頓（Lamont Cranston），假裝成花花公子打進社交界，其所學成為了打擊犯罪的神秘的英雄人物。
而他的警句「誰知道人心中潛藏著什麼樣邪惡？魅影奇俠都知道！」（Who knows what evil lurks in the hearts of men? The Shadow knows!），曾是當時流行的台詞。後來，DC漫畫等數家出版社在獲得授權下，各自推出了過其漫畫版。但在原著作者退休官方故事一斷中斷了制作，直到其逝世後DC方面恢復了其創作。1937年推出首部電影。